# Projekt Človeški genom
Projekt Človeški genom je bil uradno ustanovljen oktobra 1990 v ZDA. Gre za mednarodni javno financiran projekt, namen katerega je bil določiti celotno zaporedje baznih parov človeškega genoma do leta 2010. Pobudnika projekta sta bila ameriški vladni inštituciji Ministrstvo za energetiko in Nacionalni inštituti za zdravje, v projekt pa so se vključili številni laboratoriji širom sveta. 
Leta 1998 je poleg omenjenega vladnega projekta podjetje Celera Genomics ustanovilo še drug, zaseben projekt s ciljem razvozlati človeški dedni zapis.
Tekma za določitev človeškega genoma se je razpletla leta 2001, ko sta tako mednarodna skupina znanstvenikov kot Celera Genomics določili celoten genom.

## Genom
Človeški genom ali človeška dednina je celotna dedna zasnova posameznika, ki vsebuje vse podatke, potrebne za sintezo vseh beljakovin v človeškem organizmu. Zato popolna določitev zaporedja baz v genomu predstavlja podlago za raziskovanje dednih bolezni ter spoznavanje novih načinov zdravljenja teh bolezni. Človeški genom sicer zajema 23 parov kromosomov ter mitohondrijsko DNK, namen tega projekta pa je določitev zaporedja nukleotidov po enega od vseh različnih kromosomov. Človeški genom vsebuje okoli 3 milijarde baznih parov in nosi zapis za okoli 20.000 do 25.000 genov (sprva so predvidevali, da jih je okoli 100.000). Genom vsakega posameznika, razen enojajčnih dvojčkov, je edinstven, zato je potrebna ugotovitev zaporedij različnih variacij posameznih genov.

## Rezultati
Doslej so prebrali že celotno zaporedje človeškega genoma ter določili okoli 1500 genov, odgovornih za različne bolezni. Glavna težava pri odkrivanju povezave med geni in boleznimi je ta, da običajno vpliva na eno bolezen več genov. Za projekt se je doslej porabilo približno 10 milijonov ameriških dolarjev.